# Ara (gen)
Ara este un gen de păsări psittaciforme din familia Psittacidae, originare din America de Sud și Centrală. Membrii acestui gen au un penaj viu colorat, de obicei predominant roșu sau verde, o coadă lungă și ascuțită și un cioc puternic.

## Taxonomie
Genul Ara a fost creat de naturalistul francez Bernard Germain de Lacépède în 1799. Specia tip a fost desemnată ara roșu (Ara macao) de Robert Ridgway în 1916. Denumirea genului provine de la ará din limba tupi din Brazilia. Cuvântul este o onomatopee bazată pe sunetul strigătului lor. Timp de mulți ani, genul a conținut specii suplimentare, dar a fost divizat pentru a crea trei genuri suplimentare: Orthopsittaca, Primolius și Diopsittaca. Orthopsittaca și Diopsittaca sunt monotipice și sunt diferite din punct de vedere morfologic și comportamental, în timp ce cei trei papagali Primolius sunt verzi și mai mici.
Există opt specii care au supraviețuit, două specii dispărute care au devenit extincte în epoca modernă și o a treia specie dispărută, cunoscută doar din rămășițe subfosile.

### Specii
- Ara ambiguus – Marele ara verde
- Ara ararauna – ara cu piept galben
- Ara chloropterus – ara cu aripi verzi
- Ara glaucogularis – ara cu gât albastru
- Ara macao – ara roșu
- Ara militaris – ara militar
- Ara rubrogenys – ara cu frunte roșie
- Ara severus – ara verde
- Ara tricolor † – ara tricolor
- Ara autocthones †

## Galerie

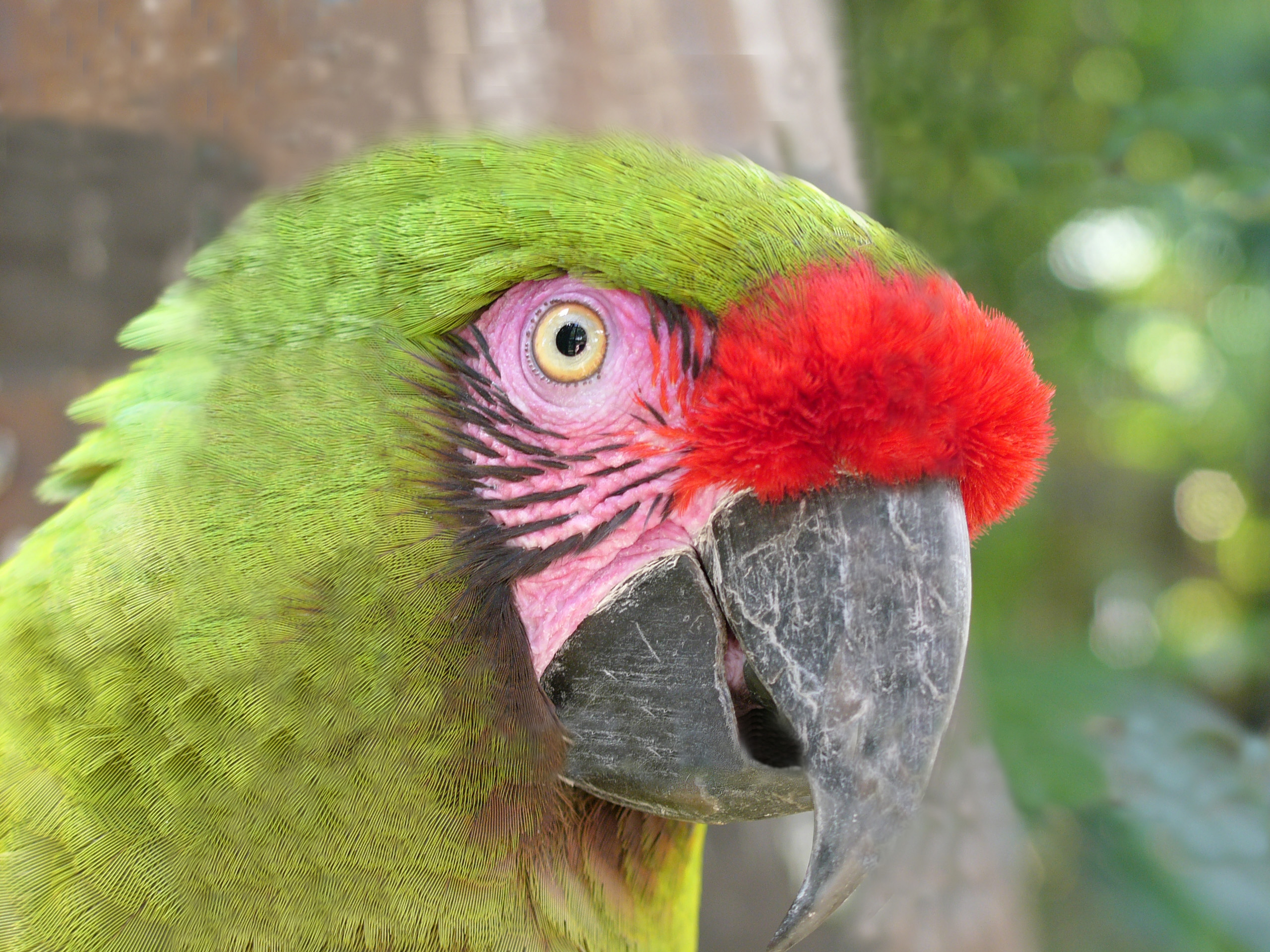
Marele ara verde
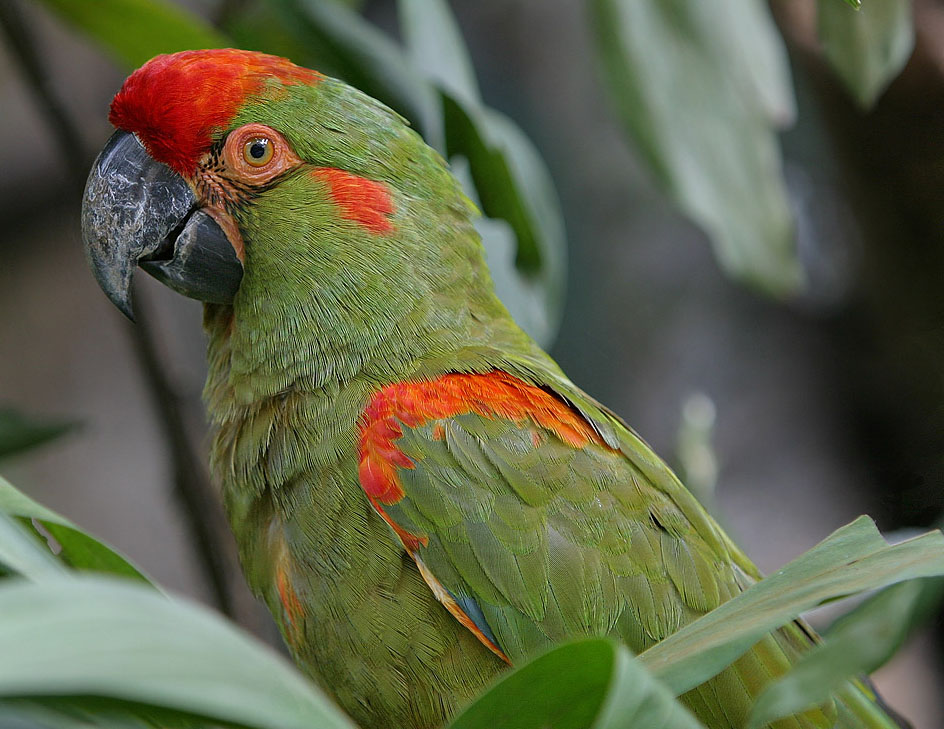
Ara cu frunte roșie
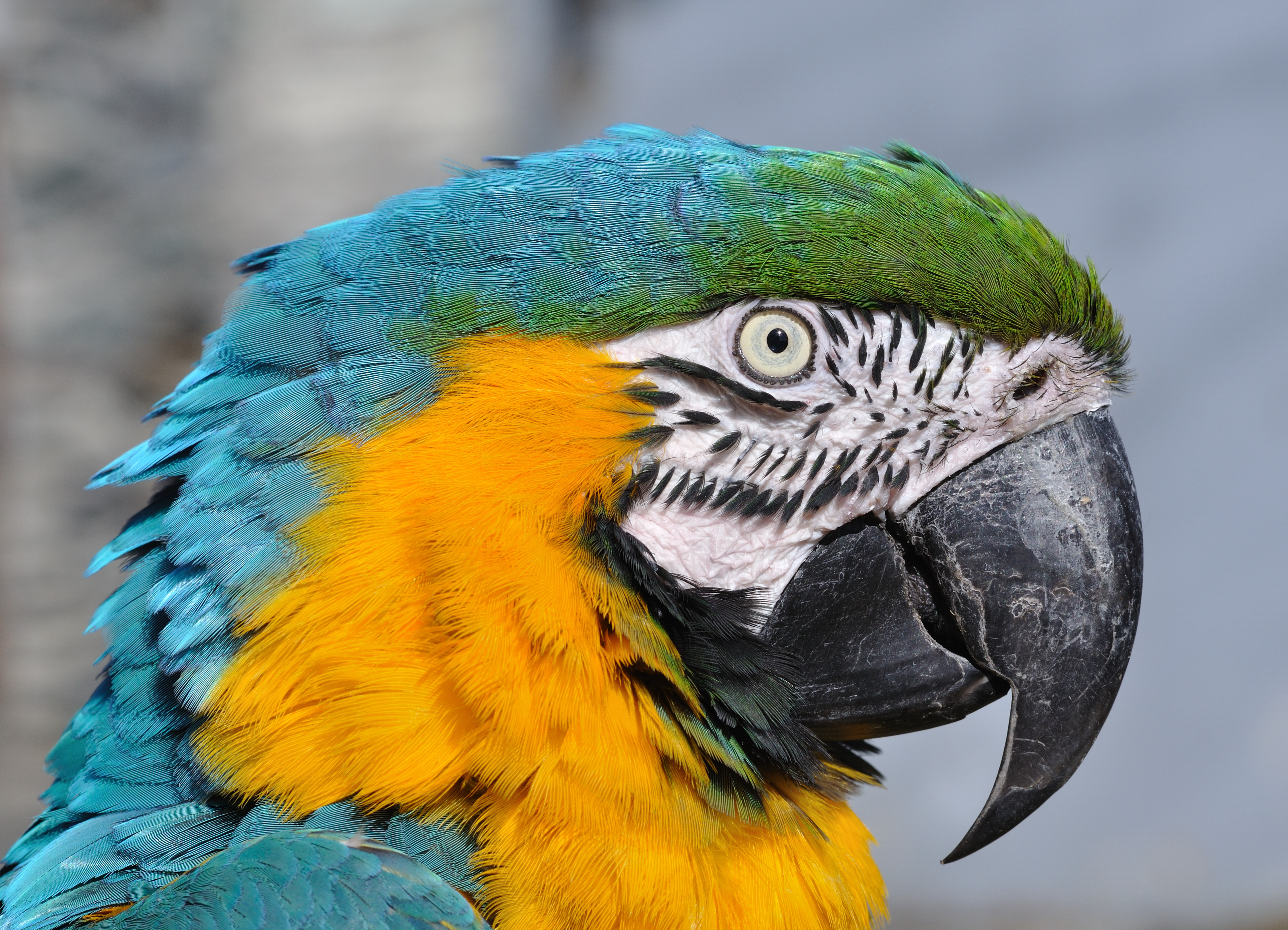
Ara cu piept galben
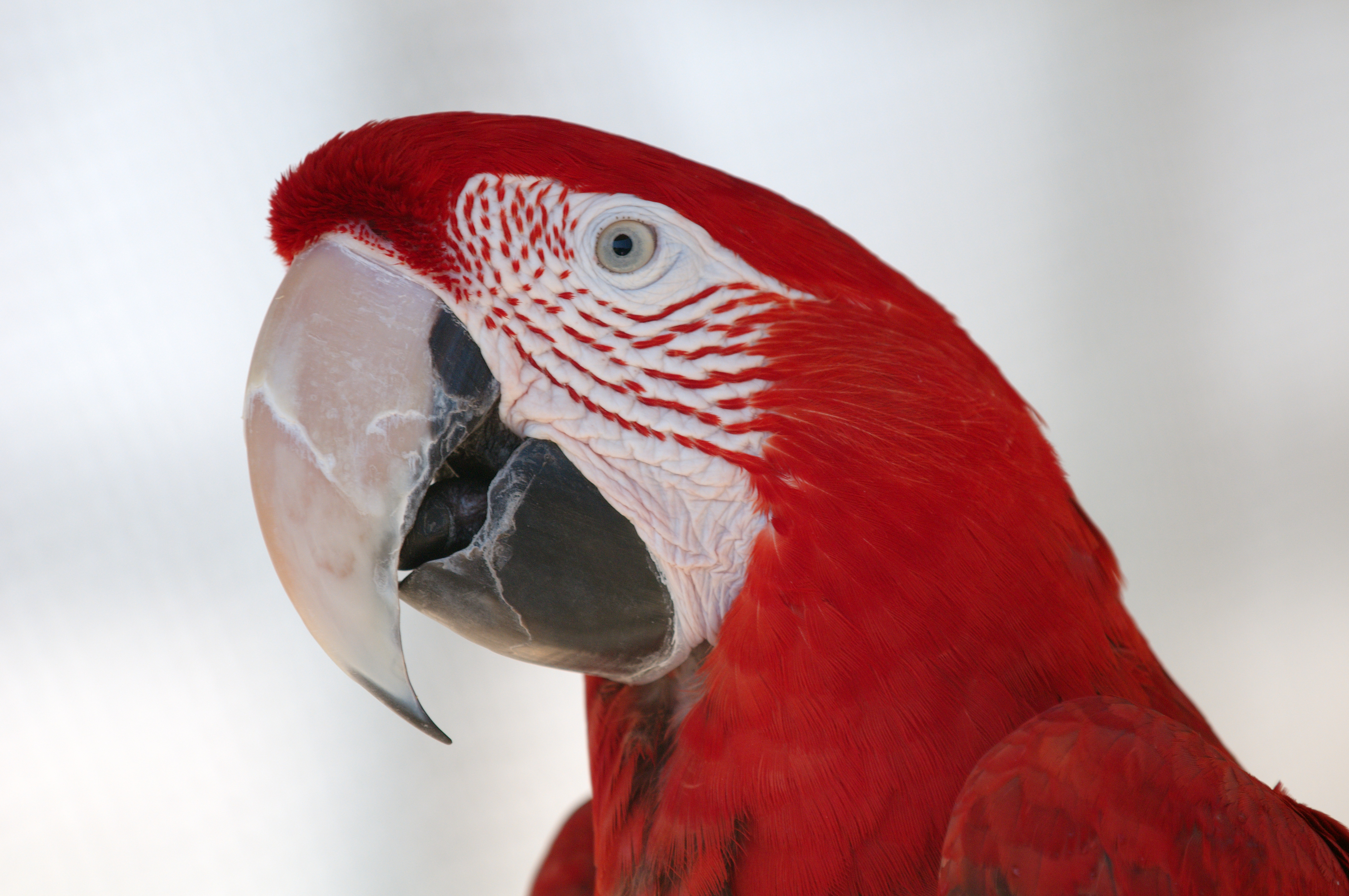
Ara cu aripi verzi
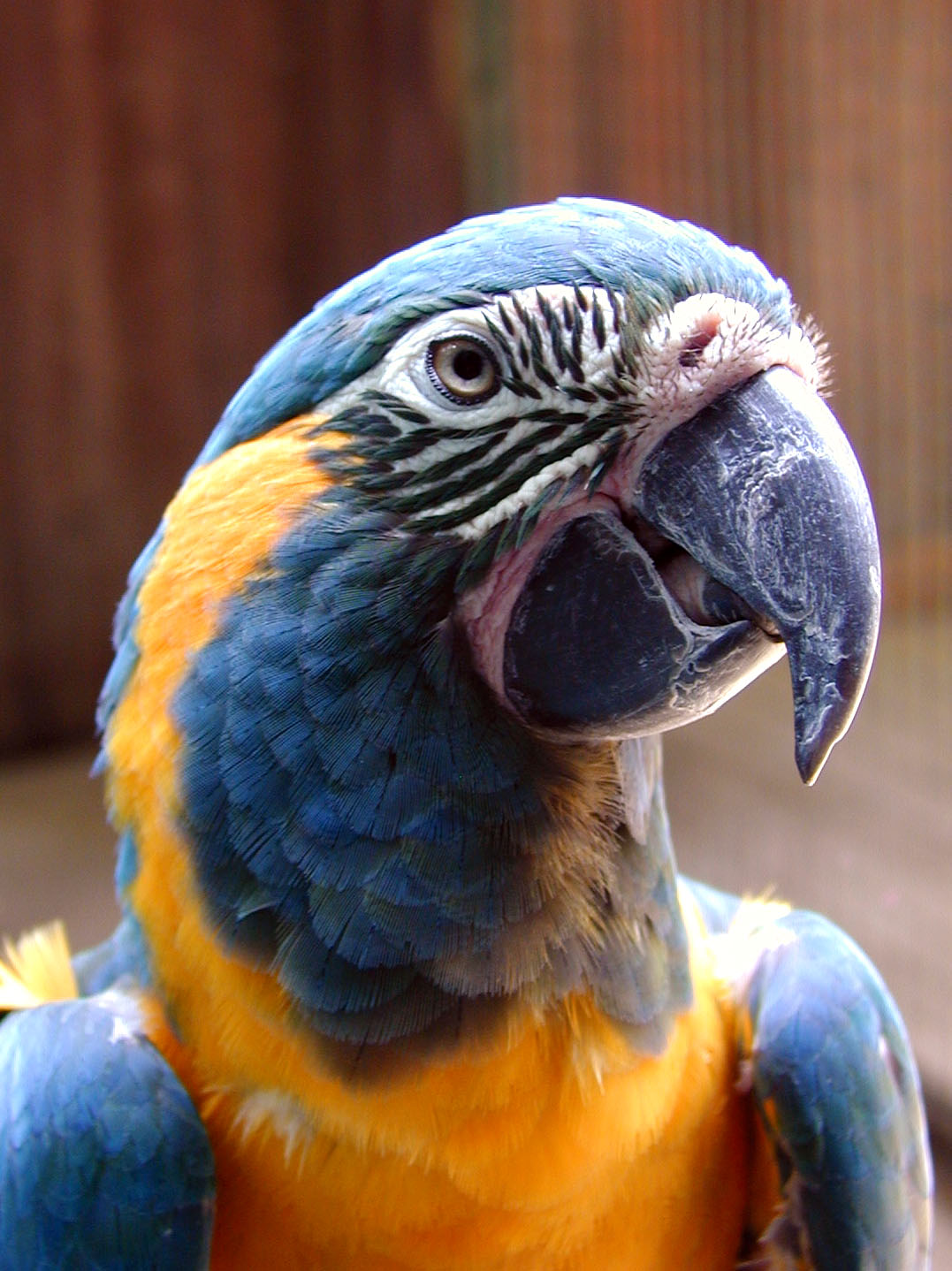
Ara cu gât albastru
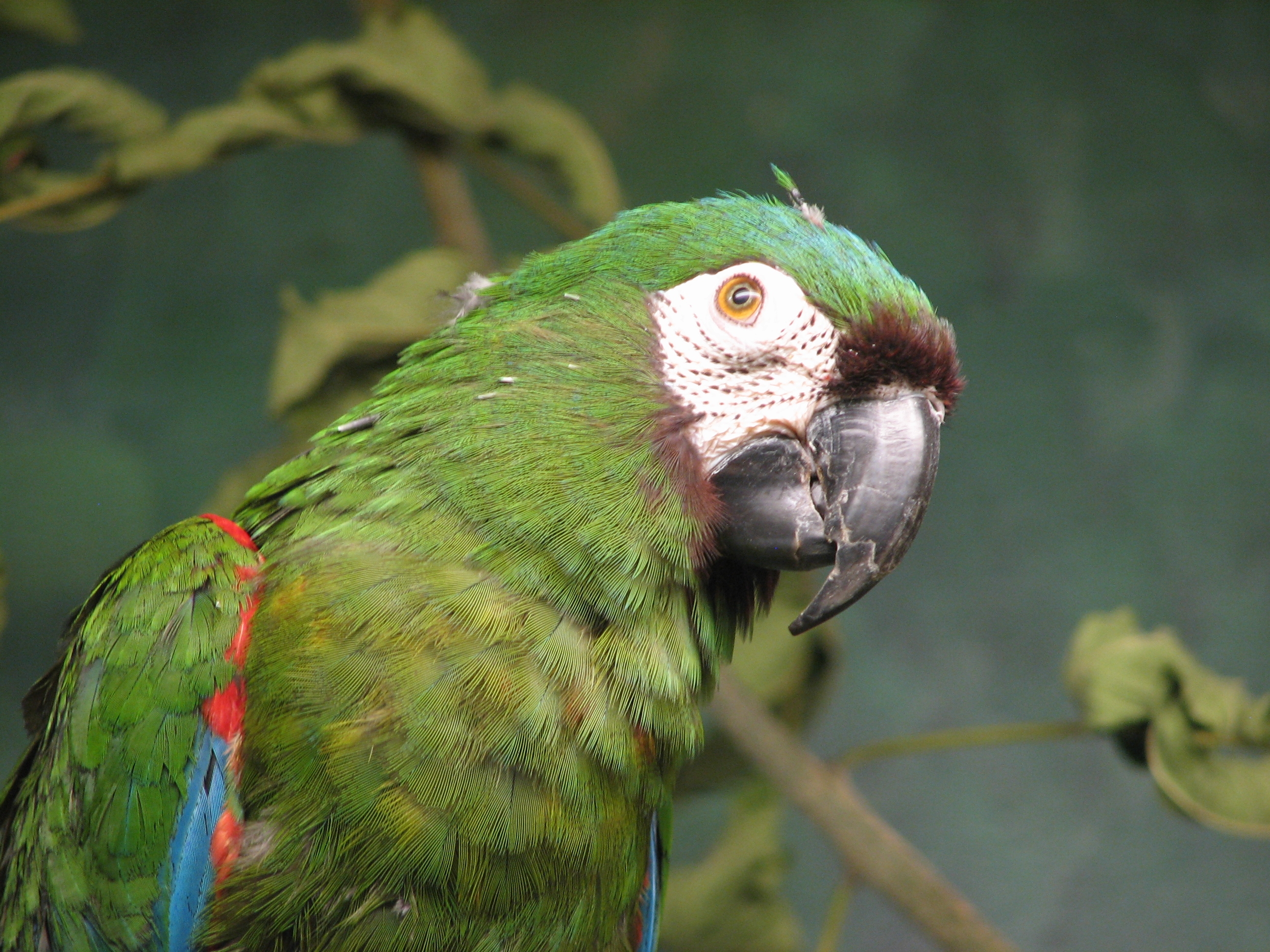
Ara verde
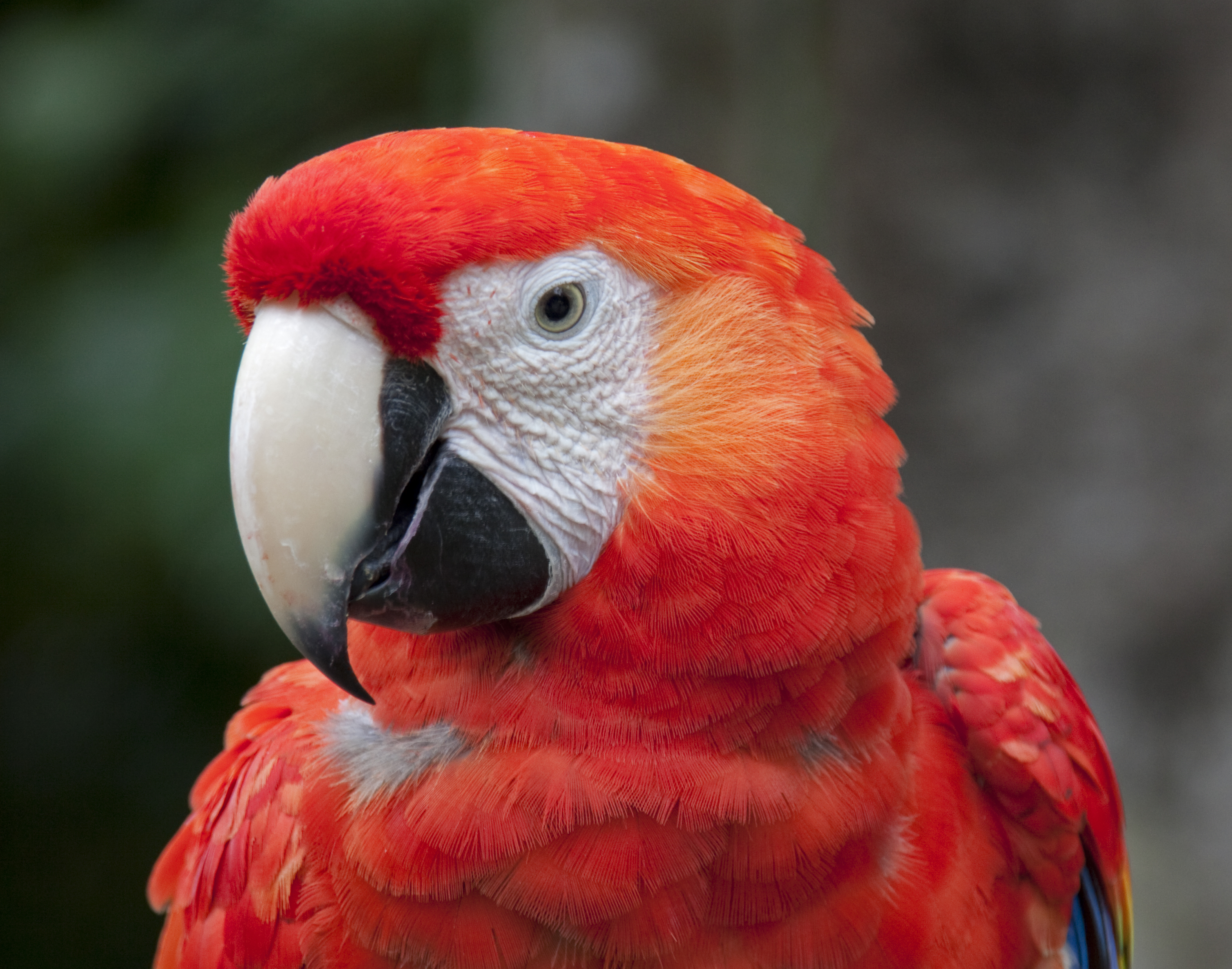
Ara roșu
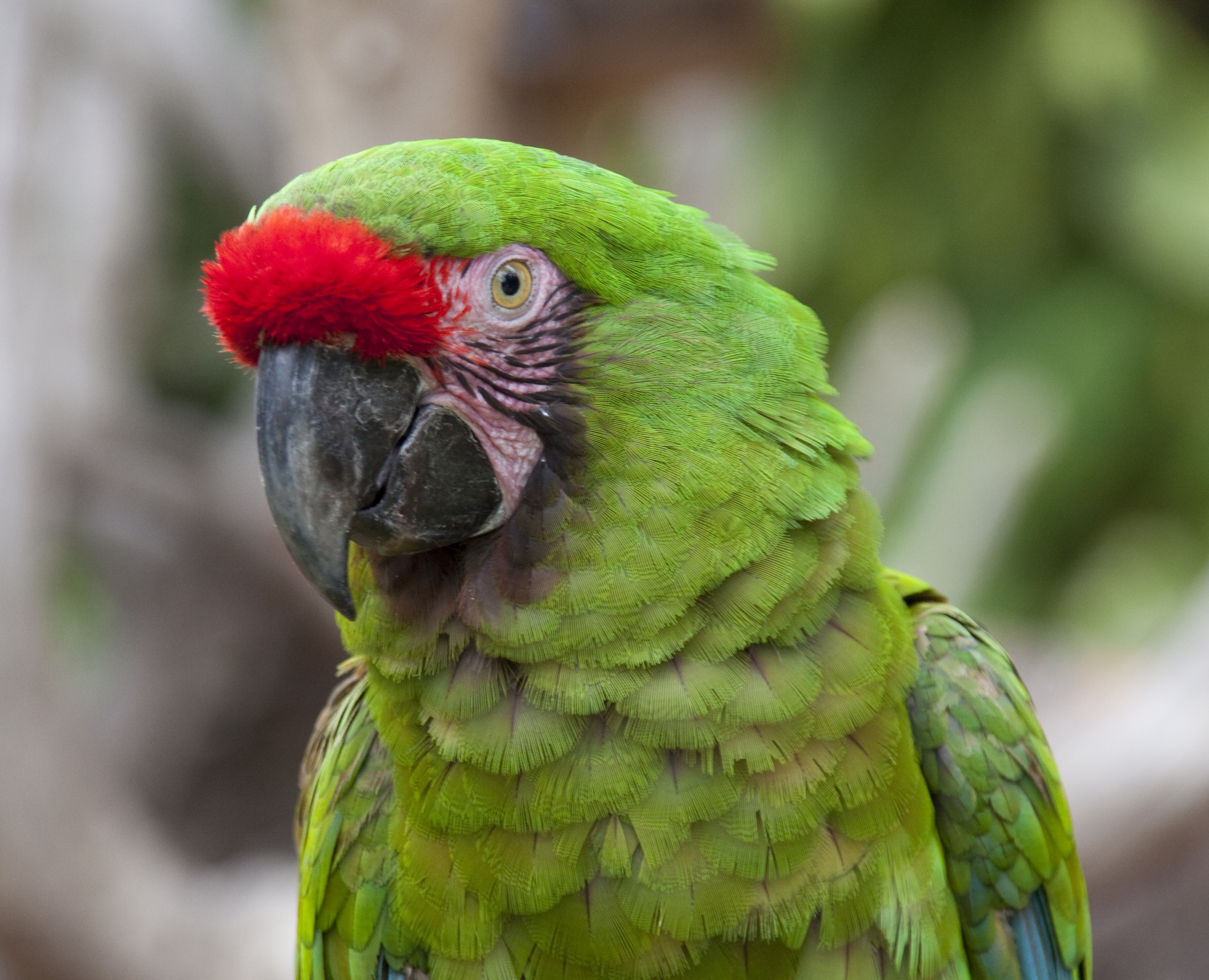
Ara militar